# 拼六棋
拼六棋（Six），是德國人Steffen Mühlhäuser在1995年推出的兩人棋類遊戲，部分類似拼五棋。

已結束的拼六棋，白方因六枚成為環狀而獲勝。

## 棋具
- 六角型棋片，以兩色區分敵我，各二十一枚。
- 不需棋盤便可遊戲。

## 規則
- 初始佈置為兩方各一枚棋塊以一邊相連。
- 遊戲分為兩階段：
  - 放子：輪流放一棋片，放時需鄰邊必須與已在場上至少一枚棋塊接觸。但先手方第一手，不能接觸到己方棋片。放完後進入下一階段。
  - 移子：輪流移除一枚己棋。若使棋群因此分為兩群，則把數量小的一群全移除；若數量相等，則任選一群移除。

- 不同階段，獲勝條件不一樣。
  - 放子階段，玩家先組成以下狀態之一可獲勝：
    - 六枚以上己棋連成直線。
    - 正好六枚己棋組成環狀，中間可空位或有任何方棋子。
    - 六枚以上己棋組成一個正三角形。

  - 移子階段，一方棋子低於六枚則另一方獲勝。

## 外部連結
- 遊戲介紹 （页面存档备份，存于）
- 遊戲規則[永久]